# تیاگو چوکور
تیاگو چوکور (انگلیسی: Tiago Çukur؛ زادهٔ ۳۰ نوامبر ۲۰۰۲) بازیکن فوتبال اهل ترکیه است.
از باشگاه‌هایی که در آن بازی کرده‌است می‌توان به اشاره کرد.
وی همچنین در تیم‌های ملی فوتبال زیر ۱۷ سال، زیر ۲۱ سال، و بزرگسالان ترکیه بازی کرده‌است.